# Friedeburg (Schiff, 1912)
Die Friedeburg war ein deutscher Dreimast-Gaffelschoner, der im Ersten Weltkrieg von der Kaiserlichen Marine als Hilfsschiff in Dienst gestellt wurde. Neben der Belmonte war sie das einzige Segelschiff in der Deutschen Marinegeschichte, das als U-Boot-Falle eingesetzt wurde.

## Technische Daten und Einsatz
Die Friedeburg lief 1912 auf der niederländischen Werft von E. J. Smit & Zn. als Oldampt in Hoogezand unter Baunummer 490 vom Stapel. Ihre Größe betrug 211 BRT oder ca. 430 Tonnen, die Länge 33,95 m, die Breite 7,16 m, der Tiefgang 2,94 m. Sie verfügte über einen Hilfsmotor mit einer Leistung von 75 PS, der ihr unabhängig vom Wind eine Geschwindigkeit von 4,5 kn verlieh. Am 7. Dezember 1912 wurde sie von Bartels & Co. in Nordenham als Friedeburg in Dienst gestellt. Ihr Name leitet sich offensichtlich von der mittelalterlichen Friedeburg bei Nordenham ab.  
Am 6. September 1916 wurde sie von der Kaiserlichen Marine als Hilfsschiff F in Dienst gestellt und erhielt für ihren Einsatz als U-Bootfalle zwei verdeckt aufgestellte, veraltete 10,5 cm Schnellfeuergeschütze. Ihr Deckname war Anna, der legendierte Heimathafen Brake (Unterweser) im Großherzogtum Oldenburg. Über ihren Einsatz ist bislang nichts bekannt geworden. Sie wurde am 12. September 1917 außer Dienst gestellt.
Im August 1919 wurde sie von Paulsen & Ivers in Kiel bereedert und als Möve in Dienst gestellt. 1921 wurde sie an die Firma Jensen in Hamburg verkauft und in Emmy Stein umbenannt, aber bereits 1922 nach Lübeck verkauft und als Erika von der Firma Lieschau bereedert. 1928 wurde sie nach Italien verkauft und als Vittoriana in Dienst gestellt, aber 1936 in Imperia umbenannt. Aus nicht näher bekannten Gründen, eventuell aufgrund von Kampfhandlungen des Zweiten Weltkriegs, sank sie am 23. April 1943 in Tripolis/Libyen. Die Imperia wurde am 15. Januar 1954 wieder gehoben und erneut unter italienischer Flagge als Titti Andalo in Dienst gestellt. Sie soll um 1982 abgebrochen worden sein.